# David Benioff
David Benioff [ˈdeɪvɪd ˈbɛniɒf], né le 25 septembre 1970 à New York, est un producteur de télévision, réalisateur, scénariste et romancier américain. Il est notamment le co-créateur, showrunner et scénariste de la série télévisée Game of Thrones. Il est aussi le scénariste de Troie, ainsi que le co-scénariste et auteur de l’histoire originale de Gemini Man.

## Biographie
Fils de Stephen Friedman, il a changé de nom pour adopter le nom de jeune fille de sa mère. Il fait ses études au Dartmouth College, puis à l'Université de Californie à Irvine. En 2001, il publie un roman, 24 heures avant la nuit, qui est adapté au cinéma par Spike Lee en 2002. Il réalise lui-même l'adaptation du scénario et commence alors à travailler en tant que scénariste pour le cinéma et la télévision. Il publie son second roman, La Ville des voleurs, en 2008. Il coécrit ensuite, avec D. B. Weiss, les scénarios de la série Game of Thrones.
En août 2019, il signe (avec D.B. Weiss) avec Netflix un contrat d'exclusivité pour développer séries et films, estimé à plus de 200 millions de dollars. 

### Vie privée
Le 30 septembre 2006 à New York, il se marie avec l'actrice Amanda Peet, avec qui il a deux filles en 2007 et 2010 puis un fils en 2014. David Benioff et Marc Benioff, le président-fondateur de l'entreprise informatique Salesforce, sont cousins issus de germains.

## Filmographie

### Scénariste
- 2002 : La 25e Heure - scénario et roman d'origine
- 2004 : Troie
- 2005 : Stay
- 2006 : When the Nines Roll Over (court métrage)
- 2007 : Les Cerfs-volants de Kaboul
- 2009 : X-Men Origins: Wolverine
- 2009 : Brothers
- 2011 - 2019 : Game of Thrones (série télévisée) - cocréateur et scénariste
- 2019 : Gemini Man d'Ang Lee
- 2024 : Le Problème à trois corps (série télévisée) - cocréateur et scénariste

### Réalisateur
- 2006 : When the Nines Roll Over (court métrage)
- 2013 : Game of Thrones (saison 3, épisode 3)

### Producteur
- 2006 : When the Nines Roll Over (court métrage) - producteur exécutif
- 2011 - 2019 : Game of Thrones (série télévisée) - producteur exécutif
- 2024 : Le Problème à trois corps (série télévisée) - producteur exécutif

## Publications
- 2002 : 24 heures avant la nuit (The 25th Hour) - roman
- 2004 : Le Compteur à zéro (When the Nines Roll Over (and Other Stories)) - recueil de nouvelles
- 2008 : La Ville des voleurs (City of Thieves) - roman

## Distinctions

### Récompenses
- 2 Hugo Awards (2012, 2014)
- 1 Christopher Award (2008)
- Primetime Emmy Awards 2015 : Meilleur scénario pour Game of Thrones

### Nominations
- 3 nominations aux Primetime Emmy Awards (2011, 2012, 2013, 2014)
- 2 nominations aux BAFTA Awards (2008, 2013)
- 1 nomination aux Hugo Awards (2015)
- 1 nomination aux Satellite Awards (2007)